# Final de la Copa d'Europa de futbol de 1961
La final de la Copa d'Europa de 1961 es va celebrar a l'estadi Wankdorf de Berna el 31 de maig de 1961, i va enfrontar el Benfica portuguès contra el FC Barcelona. Aquesta va ser la primera final en què no hi jugava el Reial Madrid, que havia guanyat les cinc finals anteriors. El Benfica va aixecar el trofeu per primera vegada, derrotant el Barça per 3-2.
El migcampista del Benfica Mario Coluna s'havia trencat el nas al vuitè minut de partit; no volent arriscar-se a més danys, quan Domiciano Cavém va centrar a l'àrea al minut 55, Coluna es va mantenir fora de l'àrea. La pilota va ser rebutjada directament cap a ell i la va rematar de volea, convertint el tercer gol del Benfica al partit.

## Ruta cap a la final
El Reial Madrid, cinc vegades campió i defensor del títol, va ser eliminat a la primera ronda pel Barcelona, el seu acèrrim rival. Després de derrotar els campions txecoslovacs, el Hradec Králové, als quarts de final, el Barça va empatar inicialment 2-2 en el global amb el campió d'Alemanya Occidental, l'Hamburger SV, a les semifinals. Com que això va ser abans que les competicions de la UEFA comencessin a utilitzar la regla dels gols fora de casa, per determinar qui passaria a la final, es va programar una repetició que es jugaria en un lloc neutral el 3 de maig. El Barça es classificaria per a la final si guanyava la repetició per 1-0 a l'Estadi Rei Balduí de Brussel·les, amb Evaristo marcant el gol decisiu.
Mentrestant, el Benfica va arribar a la final de la competició després d'eliminar el campió austríac, el Rapid Wien, en una victòria global per 4-1 a les semifinals. Aquesta va ser la primera vegada que un equip de Portugal havia progressat tan lluny en la competició.
| Benfica             | Benfica | Benfica | Benfica | Ronda           | FC Barcelona           | FC Barcelona      | FC Barcelona | FC Barcelona |
| ------------------- | ------- | ------- | ------- | --------------- | ---------------------- | ----------------- | ------------ | ------------ |
| Oponent             | Agr.    | Anada   | Tornada |                 | Oponent                | Agr.              | Anada        | Tornada      |
| Heart of Midlothian | 5–1     | 2–1 (A) | 3–0 (H) | Ronda prelim.   | Lierse                 | 5–0               | 2–0 (H)      | 3–0 (A)      |
| Újpesti Dózsa       | 7–4     | 6–2 (H) | 1–2 (A) | Primera ronda   | Reial Madrid           | 4–3               | 2–2 (A)      | 2–1 (H)      |
| AGF Aarhus          | 7–2     | 3–1 (H) | 4–1 (A) | Quarts de final | Spartak Hradec Králové | 5–1               | 4–0 (H)      | 1–1 (A)      |
| Rapid Viena         | 4–1     | 3–0 (H) | 1–1 (A) | Semifinals      | Hamburger SV           | 2–2 (Replay: 1–0) | 1–0 (H)      | 1–2 (A)      |

## Partit

### Detalls
| SL Benfica                                    | 3–2     | FC Barcelona            |
| --------------------------------------------- | ------- | ----------------------- |
| Águas 31' · Ramallets 32' (o.g.) · Coluna 55' | Informe | Kocsis 21' · Czibor 75' |

| SL Benfica | FC Barcelona |

| GK            | 1  | Costa Pereira   |
| RB            | 2  | Mário João      |
| CB            | 3  | Germano         |
| LB            | 4  | Ângelo Martins  |
| RH            | 5  | José Neto       |
| LH            | 6  | Fernando Cruz   |
| OR            | 7  | José Augusto    |
| IR            | 8  | Santana         |
| CF            | 9  | José Águas (c)  |
| IL            | 10 | Mário Coluna    |
| OL            | 11 | Domiciano Cavém |
| Entrenador:   |    |                 |
| Béla Guttmann |    |                 |

| GK               | 1  | Antoni Ramallets (c) |
| RB               | 2  | Foncho               |
| CB               | 3  | Enric Gensana        |
| LB               | 4  | Sígfrid Gràcia       |
| RH               | 5  | Martí Vergés         |
| LH               | 6  | Jesús Garay          |
| OR               | 7  | László Kubala        |
| IR               | 8  | Sándor Kocsis        |
| CF               | 9  | Evaristo             |
| IL               | 10 | Luis Suárez          |
| OL               | 11 | Zoltán Czibor        |
| Entrenador:      |    |                      |
| Enrique Orizaola |    |                      |